# 凤仪乡 (宜宾市)
凤仪乡，是中华人民共和国四川省宜宾市叙州区下辖的一个乡镇级行政单位。

## 行政区划
凤仪乡下辖以下地区：
凤仪社区、五一社区村、凤坪村、凤仪村、凤滩村、民族村、莲花村、龙塘村、悦来村、燕子村、普选村、宣元村和凤西村。